# James Fairman

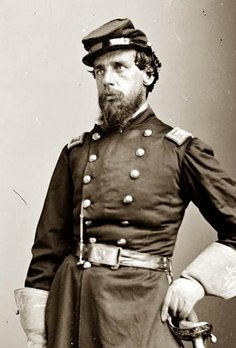
James Fairman in Uniform während des Sezessionskrieges

James Fairman (* 1826 in Glasgow, Schottland, Vereinigtes Königreich; † 12. März 1904 in Brooklyn, New York City) war ein US-amerikanischer Offizier der United States Army im Sezessionskrieg, Landschaftsmaler, Kunstlehrer und Kunstkritiker.

## Leben
Fairman war Enkel des schwedischen Medailleurs Carl Gustaf Fehrmann (1746–1798) und jüngerer von zwei Söhnen des Offiziers Laurenz Fehrman, der unter Jean Baptiste Bernadotte in den Koalitionskriegen gefochten hatte, nach dem Seitenwechsel Bernadottes aus Schweden nach Schottland geflohen war und in Glasgow Mary Farquharson Black geheiratet hatte. Seinen Vater verlor er in jungen Jahren. Die verwitwete schottische Mutter entschloss sich 1832, mit ihren beiden Söhnen nach New York City zu emigrieren. 1842 begann Fairman, der unter Anleitungen seines älteren Bruders bereits früh Zeichentalent gezeigt hatte, die National Academy of Design zu besuchen, anfangs nur in Abendkursen, sodann für etwa 18 Monate als regulärer Schüler. Dort wurde er von dem Historien- und Porträtmaler Frederick Styles Agate (1803–1844) gefördert. Zunächst erlernte er die Aquarellmalerei, dann wurde er in den Techniken der Ölmalerei geschult. Im Alter von 18 Jahren ging er bei Harper’s in Manhattan als Buchbinder in die Lehre.
1851 begab er sich auf eine stürmische Seereise nach London, um die Great Exhibition zu besuchen. Die dort ausgestellten Bilder bezeichnete er später als seine „Offenbarung“. In den nächsten zehn Jahren seines Lebens, die er rückblickend als „provisorisch und vorbereitend“ charakterisierte, engagierte er sich in der Abolitionismus-Bewegung der Vereinigten Staaten. Dabei entdeckte er sein Rednertalent. Er besuchte einen Kurs des New Yorker Rechtsanwalts Edward Delafield Smith (1826–1878), um besser argumentieren zu lernen. Zwecks „religiöser Wahrheitssuche“ ließ er sich außerdem in Latein und „New Testament Greek“ unterweisen. Als 1858 in New York City ein politischer Streit darüber ausgebrochen war, ob Bibelunterricht aus dem Lehrplan öffentlicher Schulen gestrichen werden sollte, kandidierte Fairman erfolgreich für die Partei der Beibehaltung des Bibelunterrichts. Er gewann einen Sitz im zuständigen Ausschuss New York Citys und strebte anschließend – jedoch erfolglos – danach, einen Sitz im Kongress der Vereinigten Staaten zu erlangen.
Die im politischen Umfeld gewonnenen Kontakte halfen ihm später bei seiner Militärkarriere. Als im April 1861 der Sezessionskrieg ausbrach, wurde er sogleich Hauptmann der Kompanie B der 10th New York Volunteers. Jedoch schon nach vier Wochen wurde er entlassen, weil er versucht haben soll, ein eigenes Regiment zu rekrutieren. Den Rest des Jahres bemühte er sich, für Daniel E. Sickles das 4th Excelsior Regiment zu rekrutieren. Nachdem er bei dieser Tätigkeit kaum Erfolge verbucht hatte, bewarb er sich bei McComb’s Plattsburg (97th New York) Regiment. Dort wurde er im Rang eines Obersten verpflichtet. Nach nur drei Übungswochen nahm diese im März 1862 aufgestellte Einheit unter George B. McClellan an dem Halbinsel-Feldzug teil. Während der Belagerung von Yorktown in Virginia kam es 1862 aufgrund von Streitigkeiten mit untergebenen Offizieren zu vier militärgerichtlichen Verfahren gegen Fairman. In einem dieser Verfahren wurde er gerügt, weil er seinen Vorgesetzten William High Keim als einen „Pennsylvania Dutchman, der keine Ahnung hat und seine Stellung bloß dem politischen Einfluss verdankt“ beschimpft hatte. Als Streitigkeiten und Kritik an Fairmans Führungsstil sich fortsetzten, legte man ihm ein Rücktrittsersuchen nahe, das er dann auch einreichte. Am 25. September 1862 wurde er aus der Armee entlassen.

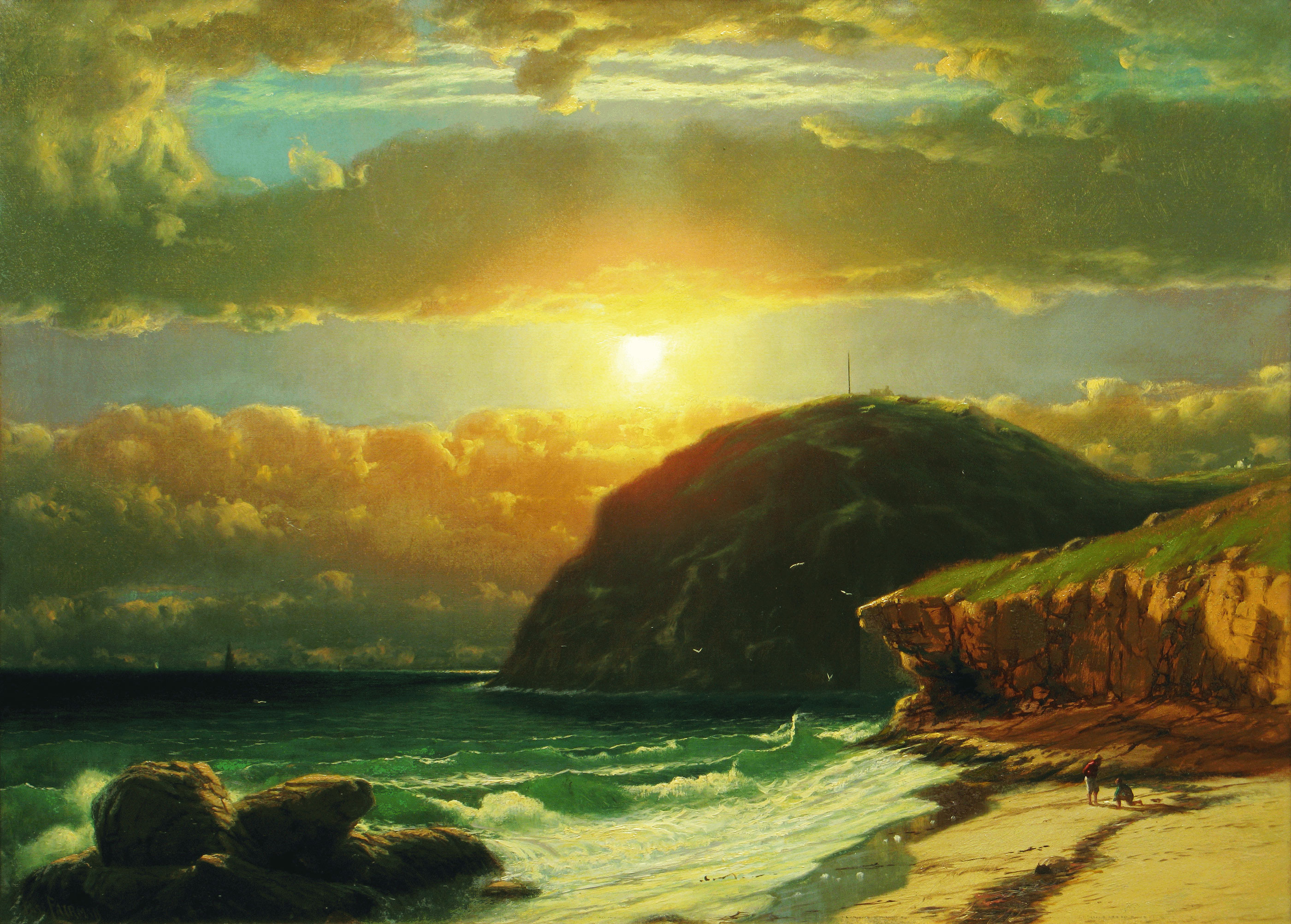
Eagle Cliff, Manchester-by-the-Sea

Anschließend wandte sich Fairman wieder Pinsel und Staffelei zu und eröffnete in New York City ein eigenes Atelier. Eines der ersten Werke, das daraus hervorging, war das von der Manifest-Destiny-Ideologie inspirierte Gemälde Westward the Course of Empire Takes its Way, das er sogleich John C. Frémont präsentierte, einem profilierten Politiker der Radikalen Republikaner. Bis 1871 beschickte er Ausstellungen der National Academy of Design und der Society of Painters in Watercolor mit seinen Werken. Etliche Streitigkeiten, in die er auch als Künstler verwickelt war, verfestigten in dieser Zeit seinen Ruf, ein streitlustiger Außenseiter zu sein. Neben der Malerei betätigte er sich literarisch und hielt Vorträge, etwa 1867 im Auftrag der Cooper Union. Mit dem Gemälde Sunset in the Androscoggin Valley, Maine erzielte er 1867 auf einer Ausstellung in St. Louis den ersten Preis.

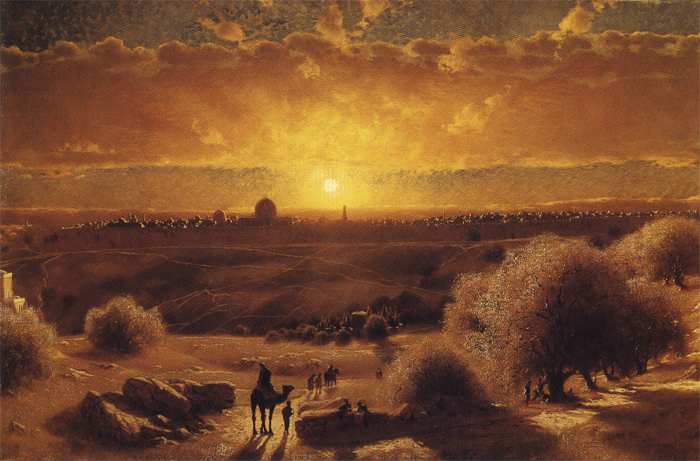
View of Jerusalem, 1871

1871 verließ er die Vereinigten Staaten. Er reiste nach Europa und hielt sich ab Ende 1871 mehrere Monate in Palästina auf. Angezogen von der Düsseldorfer Malerschule, insbesondere Adolph Tidemand, Carl Johann Lasch, Ludwig Knaus, Eduard Gebhardt, den Brüdern Andreas und Oswald Achenbach, August Weber und August Leu, ging er 1872 nach Düsseldorf, wo er sich für die nächsten drei Jahre niederließ und ein Atelier eröffnete. Im März 1872 gehörte er dort zu den Unterzeichnern einer Wohltätigkeitsaktion Düsseldorfer Künstler zugunsten von Betroffenen des Großen Brandes von Chicago. Anschließend zog es ihn nach Paris, wo er ebenfalls drei Jahre blieb, außerdem nach London. Die 1870er Jahre verbrachte er somit – abgesehen von kurzen Heimreisen in die Vereinigten Staaten, die dem Verkauf seiner Gemälde dienten – ausschließlich in der Alten Welt. In dieser Zeit bereiste er Frankreich, Belgien, Norwegen und verschiedene Landschaften Großbritanniens. Die Ausstellungen, die während der Heimatbesuche in größeren Städten der amerikanischen Ostküste stattfanden, waren medienwirksam geplante Veranstaltungen, zu denen Fairman Journalisten einlud und auf denen er populistisch konzipierte Vorträge hielt. In diesen Vorträgen, die sich vornehmlich an ein Publikum von Kunstlaien richteten, versäumte er es regelmäßig nicht, die etablierte und akademische Kunstszene anzugreifen.
1881 kehrte Fairman in die Vereinigten Staaten zurück und ließ sich kurzzeitig in Chicago nieder. Für ein Jahr übernahm er einen Lehrauftrag am Olivet College in Olivet (Michigan). Dann zog er wieder nach New York City, wo er 1904 in seinem Atelier starb und auf dem Green-Wood Cemetery beerdigt wurde.
Fairmans Malerei ist geprägt von der romantischen Landschaftsauffassung des 19. Jahrhunderts. Feinmalerisch vermied er Spuren von Pinselstrichen auf seinen Gemälden. Sein spezieller Umgang mit dem Sonnenlicht veranlasste Kunsthistoriker, ihn im Luminism zu verorten.